# Torre (xadrez)
A Torre é uma peça maior do xadrez, empregada usualmente na fase final do jogo devido ao seu valor estratégico e tático, sendo amplamente estudada na literatura sobre o enxadrismo. Seu valor relativo é de aproximadamente cinco pontos, podendo variar em função de seu posicionamento em colunas ou fileiras abertas, ou formações estratégicas como baterias.
No início de uma partida, cada jogador tem duas peças que são dispostas nas colunas a e h, na primeira fileira, para as brancas, e na oitava para as pretas. Raramente são utilizadas na fase de abertura devido a sua pouca mobilidade em posições fechadas. No meio-jogo são posicionadas de modo a ocuparem uma coluna aberta, visando o ataque ao Rei adversário e a ocupação da sétima fileira inimiga, e na fase final da partida podem tornar-se decisivas contra peças menores. 
Movimenta-se em linhas retas nas colunas e fileiras do tabuleiro não podendo, entretanto, pular peças adversárias ou aliadas e captura ao ocupar a casa deixada pelo adversário. Excepcionalmente, caso não tenha sido movimentada, é permitido a uma das torres realizar um movimento especial denominado roque com o Rei, no qual a Torre pode "pular" o monarca, ocupando a casa imediatamente após este no movimento.
A peça está presente na maioria das variantes do xadrez, normalmente na mesma posição inicial do xadrez ocidental, embora existam diferenças regionais em relação ao nome. Também tem seu movimento combinado ao de outras peças como o Cavalo, originando novas peças em outras variantes do jogo, ou pode ser promovida como no Shogi onde seu movimento é combinado com o do Rei.

## Origem e etimologia

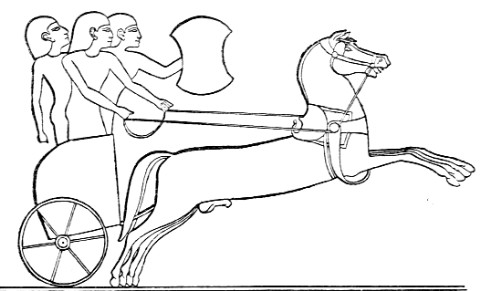
Desenho ilustrativo de uma Biga, primeira concepção da peça.

Uma das lendas que acompanham a criação do jogo conta que o brâmane Sissa criou o chaturanga, predecessor mais antigo do xadrez, tomando por base as figuras do exército indiano e incluiu a Biga, um carro de guerra movido por cavalos muito comum na época. O movimento desta peça era idêntico ao da atual torre e seu nome em sânscrito era Ratha. De acordo com relatos gregos, esta era a composição do exército indiano desde o Séc. IV a.C. A palavra chaturanga que posteriormente nomeou a primeira versão do jogo tem o significado ligado às partes do exército no Ramáiana e no Mahābhārata no qual o exército é expressamente chamado de hasty-ashwa-ratha-padatam do qual Ratha é a palavra em sânscrito para designar uma biga. Quando os persas assimilaram o jogo, o nome da peça foi traduzido pela palavra na língua persa correspondente, Rukh. Até a introdução da Dama, por volta do século XV, a Torre era a peça mais forte do jogo e, ao ser ameaçada, o jogador atacante alertava o oponente anunciando shah-rukh em alusão ao xeque imposto ao Rei.
Os árabes aprenderam o xadrez com os persas e mantiveram o nome Rukh ou rukhkh. que tem sonoridade semelhante à da palavra em árabe para um pássaro mítico gigante, conhecido na língua portuguesa como Roca. Os italianos transliteraram a palavra para rocco com sonoridade semelhante a rocca, palavra italiana que designa fortaleza. Isto levou à tradição de denominar a peça pela palavra com o significado de Torre na maioria dos países europeus, com exceção da Inglaterra, que transliterou novamente o significado da palavra para Rook. Entretanto, a peça é conhecida como Castle entre os leigos ao jogo, em países de língua inglesa, devido a sua representação comum como uma torre ou Turret. Em francês a peça é chamada de Tour, em alemão de Turm e em holandês de kastell.
Entretanto, na língua russa a peça é denominada Ladia que significa barco assim como na Indonésia e nas Filipinas. o que sugere que o jogo tenha sido introduzido nestas regiões diretamente a partir dos persas e indianos, respectivamente.
Por volta de 1527 Marco Girolamo Vida, bispo de Alba, publicou um poema chamado Scacchia Ludus sobre uma partida de xadrez entre os deuses Apolo e Mercúrio. As torres eram fortificações nas costas dos elefantes e os enxadristas europeus tomaram esta descrição, posteriormente deixando de lado o elefante para o uso normal.

## Arqueologia
A origem do desenho atual da Torre acompanha os controversos fatos sobre a origem do xadrez. Os vestígios arqueológicos indianos são pobres devido aos materiais de fabricação utilizados e às condições do solo. Os artefatos arqueológicos persas indicam que a torre era representada por uma biga puxada por três cavalos e com dois cavaleiros, um como guia e ou outro como um guerreiro armado com espada e escudo, sendo as peças de Afrassíabe o vestígio mais antigo já encontrado da peça.
Quando os árabes conquistaram a Pérsia e simplificaram o desenho das peças seguindo a proibição do islamismo de representar figuras vivas, o desenho foi modificado, mas seu conceito como carro de guerra, originalmente proposto, foi mantido. No conjunto de peças de Ager, a peça tem o formato de um bloco retangular com um corte profundo na parte superior. Ao chegar na Europa, sendo introduzido pelos árabes inicialmente na Itália e Espanha, o desenho da peça ganhou seu formato atual, provavelmente devido à transliteração dos nomes árabes rukh e italiano rocco, com sonoridade a rocca que significa fortaleza. Outra hipótese sugere que a simplificação tenha ocorrido a partir de conjuntos de peças importadas para a Alemanha provenientes da Índia. Sendo o elefante um animal desconhecido para os alemães, estes nomearam a peça como Turm, que significa somente torre.
Entretanto os desenhos das peças de Lewis, datados do século XII, não trazem o desenho amplamente difundido na Europa da peça representando uma fortaleza. Este conjunto possui em substituição à Torre, a figura de um soldado empunhando espada e escudo. Wichmann sugere que as peças sejam de origem islandesa e que a Torre teve seu nome árabe transliterado novamente para hroker, que significa bravo soldado ou herói. Esta é uma das evidências que têm sugerido a refutação do conjunto de Lewis como sendo peças de xadrez.

## Movimento e valor relativo
|   | a | b | c | d | e | f | g | h |   |
| 8 | d8 black circle · d7 black circle · d6 black circle · d5 black circle · d4 black circle · a3 black circle · b3 black circle · c3 black circle · d3 preto torre · e3 black circle · f3 black circle · g3 black circle · h3 black circle · d2 black circle · d1 black circle | d8 black circle · d7 black circle · d6 black circle · d5 black circle · d4 black circle · a3 black circle · b3 black circle · c3 black circle · d3 preto torre · e3 black circle · f3 black circle · g3 black circle · h3 black circle · d2 black circle · d1 black circle | d8 black circle · d7 black circle · d6 black circle · d5 black circle · d4 black circle · a3 black circle · b3 black circle · c3 black circle · d3 preto torre · e3 black circle · f3 black circle · g3 black circle · h3 black circle · d2 black circle · d1 black circle | d8 black circle · d7 black circle · d6 black circle · d5 black circle · d4 black circle · a3 black circle · b3 black circle · c3 black circle · d3 preto torre · e3 black circle · f3 black circle · g3 black circle · h3 black circle · d2 black circle · d1 black circle | d8 black circle · d7 black circle · d6 black circle · d5 black circle · d4 black circle · a3 black circle · b3 black circle · c3 black circle · d3 preto torre · e3 black circle · f3 black circle · g3 black circle · h3 black circle · d2 black circle · d1 black circle | d8 black circle · d7 black circle · d6 black circle · d5 black circle · d4 black circle · a3 black circle · b3 black circle · c3 black circle · d3 preto torre · e3 black circle · f3 black circle · g3 black circle · h3 black circle · d2 black circle · d1 black circle | d8 black circle · d7 black circle · d6 black circle · d5 black circle · d4 black circle · a3 black circle · b3 black circle · c3 black circle · d3 preto torre · e3 black circle · f3 black circle · g3 black circle · h3 black circle · d2 black circle · d1 black circle | d8 black circle · d7 black circle · d6 black circle · d5 black circle · d4 black circle · a3 black circle · b3 black circle · c3 black circle · d3 preto torre · e3 black circle · f3 black circle · g3 black circle · h3 black circle · d2 black circle · d1 black circle | 8 |
| 7 | d8 black circle · d7 black circle · d6 black circle · d5 black circle · d4 black circle · a3 black circle · b3 black circle · c3 black circle · d3 preto torre · e3 black circle · f3 black circle · g3 black circle · h3 black circle · d2 black circle · d1 black circle | d8 black circle · d7 black circle · d6 black circle · d5 black circle · d4 black circle · a3 black circle · b3 black circle · c3 black circle · d3 preto torre · e3 black circle · f3 black circle · g3 black circle · h3 black circle · d2 black circle · d1 black circle | d8 black circle · d7 black circle · d6 black circle · d5 black circle · d4 black circle · a3 black circle · b3 black circle · c3 black circle · d3 preto torre · e3 black circle · f3 black circle · g3 black circle · h3 black circle · d2 black circle · d1 black circle | d8 black circle · d7 black circle · d6 black circle · d5 black circle · d4 black circle · a3 black circle · b3 black circle · c3 black circle · d3 preto torre · e3 black circle · f3 black circle · g3 black circle · h3 black circle · d2 black circle · d1 black circle | d8 black circle · d7 black circle · d6 black circle · d5 black circle · d4 black circle · a3 black circle · b3 black circle · c3 black circle · d3 preto torre · e3 black circle · f3 black circle · g3 black circle · h3 black circle · d2 black circle · d1 black circle | d8 black circle · d7 black circle · d6 black circle · d5 black circle · d4 black circle · a3 black circle · b3 black circle · c3 black circle · d3 preto torre · e3 black circle · f3 black circle · g3 black circle · h3 black circle · d2 black circle · d1 black circle | d8 black circle · d7 black circle · d6 black circle · d5 black circle · d4 black circle · a3 black circle · b3 black circle · c3 black circle · d3 preto torre · e3 black circle · f3 black circle · g3 black circle · h3 black circle · d2 black circle · d1 black circle | d8 black circle · d7 black circle · d6 black circle · d5 black circle · d4 black circle · a3 black circle · b3 black circle · c3 black circle · d3 preto torre · e3 black circle · f3 black circle · g3 black circle · h3 black circle · d2 black circle · d1 black circle | 7 |
| 6 | d8 black circle · d7 black circle · d6 black circle · d5 black circle · d4 black circle · a3 black circle · b3 black circle · c3 black circle · d3 preto torre · e3 black circle · f3 black circle · g3 black circle · h3 black circle · d2 black circle · d1 black circle | d8 black circle · d7 black circle · d6 black circle · d5 black circle · d4 black circle · a3 black circle · b3 black circle · c3 black circle · d3 preto torre · e3 black circle · f3 black circle · g3 black circle · h3 black circle · d2 black circle · d1 black circle | d8 black circle · d7 black circle · d6 black circle · d5 black circle · d4 black circle · a3 black circle · b3 black circle · c3 black circle · d3 preto torre · e3 black circle · f3 black circle · g3 black circle · h3 black circle · d2 black circle · d1 black circle | d8 black circle · d7 black circle · d6 black circle · d5 black circle · d4 black circle · a3 black circle · b3 black circle · c3 black circle · d3 preto torre · e3 black circle · f3 black circle · g3 black circle · h3 black circle · d2 black circle · d1 black circle | d8 black circle · d7 black circle · d6 black circle · d5 black circle · d4 black circle · a3 black circle · b3 black circle · c3 black circle · d3 preto torre · e3 black circle · f3 black circle · g3 black circle · h3 black circle · d2 black circle · d1 black circle | d8 black circle · d7 black circle · d6 black circle · d5 black circle · d4 black circle · a3 black circle · b3 black circle · c3 black circle · d3 preto torre · e3 black circle · f3 black circle · g3 black circle · h3 black circle · d2 black circle · d1 black circle | d8 black circle · d7 black circle · d6 black circle · d5 black circle · d4 black circle · a3 black circle · b3 black circle · c3 black circle · d3 preto torre · e3 black circle · f3 black circle · g3 black circle · h3 black circle · d2 black circle · d1 black circle | d8 black circle · d7 black circle · d6 black circle · d5 black circle · d4 black circle · a3 black circle · b3 black circle · c3 black circle · d3 preto torre · e3 black circle · f3 black circle · g3 black circle · h3 black circle · d2 black circle · d1 black circle | 6 |
| 5 | d8 black circle · d7 black circle · d6 black circle · d5 black circle · d4 black circle · a3 black circle · b3 black circle · c3 black circle · d3 preto torre · e3 black circle · f3 black circle · g3 black circle · h3 black circle · d2 black circle · d1 black circle | d8 black circle · d7 black circle · d6 black circle · d5 black circle · d4 black circle · a3 black circle · b3 black circle · c3 black circle · d3 preto torre · e3 black circle · f3 black circle · g3 black circle · h3 black circle · d2 black circle · d1 black circle | d8 black circle · d7 black circle · d6 black circle · d5 black circle · d4 black circle · a3 black circle · b3 black circle · c3 black circle · d3 preto torre · e3 black circle · f3 black circle · g3 black circle · h3 black circle · d2 black circle · d1 black circle | d8 black circle · d7 black circle · d6 black circle · d5 black circle · d4 black circle · a3 black circle · b3 black circle · c3 black circle · d3 preto torre · e3 black circle · f3 black circle · g3 black circle · h3 black circle · d2 black circle · d1 black circle | d8 black circle · d7 black circle · d6 black circle · d5 black circle · d4 black circle · a3 black circle · b3 black circle · c3 black circle · d3 preto torre · e3 black circle · f3 black circle · g3 black circle · h3 black circle · d2 black circle · d1 black circle | d8 black circle · d7 black circle · d6 black circle · d5 black circle · d4 black circle · a3 black circle · b3 black circle · c3 black circle · d3 preto torre · e3 black circle · f3 black circle · g3 black circle · h3 black circle · d2 black circle · d1 black circle | d8 black circle · d7 black circle · d6 black circle · d5 black circle · d4 black circle · a3 black circle · b3 black circle · c3 black circle · d3 preto torre · e3 black circle · f3 black circle · g3 black circle · h3 black circle · d2 black circle · d1 black circle | d8 black circle · d7 black circle · d6 black circle · d5 black circle · d4 black circle · a3 black circle · b3 black circle · c3 black circle · d3 preto torre · e3 black circle · f3 black circle · g3 black circle · h3 black circle · d2 black circle · d1 black circle | 5 |
| 4 | d8 black circle · d7 black circle · d6 black circle · d5 black circle · d4 black circle · a3 black circle · b3 black circle · c3 black circle · d3 preto torre · e3 black circle · f3 black circle · g3 black circle · h3 black circle · d2 black circle · d1 black circle | d8 black circle · d7 black circle · d6 black circle · d5 black circle · d4 black circle · a3 black circle · b3 black circle · c3 black circle · d3 preto torre · e3 black circle · f3 black circle · g3 black circle · h3 black circle · d2 black circle · d1 black circle | d8 black circle · d7 black circle · d6 black circle · d5 black circle · d4 black circle · a3 black circle · b3 black circle · c3 black circle · d3 preto torre · e3 black circle · f3 black circle · g3 black circle · h3 black circle · d2 black circle · d1 black circle | d8 black circle · d7 black circle · d6 black circle · d5 black circle · d4 black circle · a3 black circle · b3 black circle · c3 black circle · d3 preto torre · e3 black circle · f3 black circle · g3 black circle · h3 black circle · d2 black circle · d1 black circle | d8 black circle · d7 black circle · d6 black circle · d5 black circle · d4 black circle · a3 black circle · b3 black circle · c3 black circle · d3 preto torre · e3 black circle · f3 black circle · g3 black circle · h3 black circle · d2 black circle · d1 black circle | d8 black circle · d7 black circle · d6 black circle · d5 black circle · d4 black circle · a3 black circle · b3 black circle · c3 black circle · d3 preto torre · e3 black circle · f3 black circle · g3 black circle · h3 black circle · d2 black circle · d1 black circle | d8 black circle · d7 black circle · d6 black circle · d5 black circle · d4 black circle · a3 black circle · b3 black circle · c3 black circle · d3 preto torre · e3 black circle · f3 black circle · g3 black circle · h3 black circle · d2 black circle · d1 black circle | d8 black circle · d7 black circle · d6 black circle · d5 black circle · d4 black circle · a3 black circle · b3 black circle · c3 black circle · d3 preto torre · e3 black circle · f3 black circle · g3 black circle · h3 black circle · d2 black circle · d1 black circle | 4 |
| 3 | d8 black circle · d7 black circle · d6 black circle · d5 black circle · d4 black circle · a3 black circle · b3 black circle · c3 black circle · d3 preto torre · e3 black circle · f3 black circle · g3 black circle · h3 black circle · d2 black circle · d1 black circle | d8 black circle · d7 black circle · d6 black circle · d5 black circle · d4 black circle · a3 black circle · b3 black circle · c3 black circle · d3 preto torre · e3 black circle · f3 black circle · g3 black circle · h3 black circle · d2 black circle · d1 black circle | d8 black circle · d7 black circle · d6 black circle · d5 black circle · d4 black circle · a3 black circle · b3 black circle · c3 black circle · d3 preto torre · e3 black circle · f3 black circle · g3 black circle · h3 black circle · d2 black circle · d1 black circle | d8 black circle · d7 black circle · d6 black circle · d5 black circle · d4 black circle · a3 black circle · b3 black circle · c3 black circle · d3 preto torre · e3 black circle · f3 black circle · g3 black circle · h3 black circle · d2 black circle · d1 black circle | d8 black circle · d7 black circle · d6 black circle · d5 black circle · d4 black circle · a3 black circle · b3 black circle · c3 black circle · d3 preto torre · e3 black circle · f3 black circle · g3 black circle · h3 black circle · d2 black circle · d1 black circle | d8 black circle · d7 black circle · d6 black circle · d5 black circle · d4 black circle · a3 black circle · b3 black circle · c3 black circle · d3 preto torre · e3 black circle · f3 black circle · g3 black circle · h3 black circle · d2 black circle · d1 black circle | d8 black circle · d7 black circle · d6 black circle · d5 black circle · d4 black circle · a3 black circle · b3 black circle · c3 black circle · d3 preto torre · e3 black circle · f3 black circle · g3 black circle · h3 black circle · d2 black circle · d1 black circle | d8 black circle · d7 black circle · d6 black circle · d5 black circle · d4 black circle · a3 black circle · b3 black circle · c3 black circle · d3 preto torre · e3 black circle · f3 black circle · g3 black circle · h3 black circle · d2 black circle · d1 black circle | 3 |
| 2 | d8 black circle · d7 black circle · d6 black circle · d5 black circle · d4 black circle · a3 black circle · b3 black circle · c3 black circle · d3 preto torre · e3 black circle · f3 black circle · g3 black circle · h3 black circle · d2 black circle · d1 black circle | d8 black circle · d7 black circle · d6 black circle · d5 black circle · d4 black circle · a3 black circle · b3 black circle · c3 black circle · d3 preto torre · e3 black circle · f3 black circle · g3 black circle · h3 black circle · d2 black circle · d1 black circle | d8 black circle · d7 black circle · d6 black circle · d5 black circle · d4 black circle · a3 black circle · b3 black circle · c3 black circle · d3 preto torre · e3 black circle · f3 black circle · g3 black circle · h3 black circle · d2 black circle · d1 black circle | d8 black circle · d7 black circle · d6 black circle · d5 black circle · d4 black circle · a3 black circle · b3 black circle · c3 black circle · d3 preto torre · e3 black circle · f3 black circle · g3 black circle · h3 black circle · d2 black circle · d1 black circle | d8 black circle · d7 black circle · d6 black circle · d5 black circle · d4 black circle · a3 black circle · b3 black circle · c3 black circle · d3 preto torre · e3 black circle · f3 black circle · g3 black circle · h3 black circle · d2 black circle · d1 black circle | d8 black circle · d7 black circle · d6 black circle · d5 black circle · d4 black circle · a3 black circle · b3 black circle · c3 black circle · d3 preto torre · e3 black circle · f3 black circle · g3 black circle · h3 black circle · d2 black circle · d1 black circle | d8 black circle · d7 black circle · d6 black circle · d5 black circle · d4 black circle · a3 black circle · b3 black circle · c3 black circle · d3 preto torre · e3 black circle · f3 black circle · g3 black circle · h3 black circle · d2 black circle · d1 black circle | d8 black circle · d7 black circle · d6 black circle · d5 black circle · d4 black circle · a3 black circle · b3 black circle · c3 black circle · d3 preto torre · e3 black circle · f3 black circle · g3 black circle · h3 black circle · d2 black circle · d1 black circle | 2 |
| 1 | d8 black circle · d7 black circle · d6 black circle · d5 black circle · d4 black circle · a3 black circle · b3 black circle · c3 black circle · d3 preto torre · e3 black circle · f3 black circle · g3 black circle · h3 black circle · d2 black circle · d1 black circle | d8 black circle · d7 black circle · d6 black circle · d5 black circle · d4 black circle · a3 black circle · b3 black circle · c3 black circle · d3 preto torre · e3 black circle · f3 black circle · g3 black circle · h3 black circle · d2 black circle · d1 black circle | d8 black circle · d7 black circle · d6 black circle · d5 black circle · d4 black circle · a3 black circle · b3 black circle · c3 black circle · d3 preto torre · e3 black circle · f3 black circle · g3 black circle · h3 black circle · d2 black circle · d1 black circle | d8 black circle · d7 black circle · d6 black circle · d5 black circle · d4 black circle · a3 black circle · b3 black circle · c3 black circle · d3 preto torre · e3 black circle · f3 black circle · g3 black circle · h3 black circle · d2 black circle · d1 black circle | d8 black circle · d7 black circle · d6 black circle · d5 black circle · d4 black circle · a3 black circle · b3 black circle · c3 black circle · d3 preto torre · e3 black circle · f3 black circle · g3 black circle · h3 black circle · d2 black circle · d1 black circle | d8 black circle · d7 black circle · d6 black circle · d5 black circle · d4 black circle · a3 black circle · b3 black circle · c3 black circle · d3 preto torre · e3 black circle · f3 black circle · g3 black circle · h3 black circle · d2 black circle · d1 black circle | d8 black circle · d7 black circle · d6 black circle · d5 black circle · d4 black circle · a3 black circle · b3 black circle · c3 black circle · d3 preto torre · e3 black circle · f3 black circle · g3 black circle · h3 black circle · d2 black circle · d1 black circle | d8 black circle · d7 black circle · d6 black circle · d5 black circle · d4 black circle · a3 black circle · b3 black circle · c3 black circle · d3 preto torre · e3 black circle · f3 black circle · g3 black circle · h3 black circle · d2 black circle · d1 black circle | 1 |
|   | a | b | c | d | e | f | g | h |   |

Na posição inicial das peças sobre o tabuleiro, cada enxadrista tem a sua disposição duas torres, posicionadas em a1 e h1, para as brancas, e sobre a8 e h8, para as pretas, embora em algumas variantes indianas mais antigas ficasse disposta nas casas ocupadas pelos atuais Bispos. Conforme estabelece a FIDE, a Torre deve ser representada pela letra T nos países lusófonos nas notações algébricas de xadrez, que devem ser utilizadas em torneios oficiais. Em periódicos e na literatura, recomenda-se a utilização de figuras ou diagramas ( e )
O movimento da torre permaneceu inalterado ao longo da história do xadrez, movendo-se em linha reta nas colunas e fileiras do Tabuleiro.  Caso não tenha sido movimentada, a torre pode executar um movimento especial, denominado roque, com o Rei, visando à proteção do monarca e à conexão das torres, que fortalece as posições de defesa. Ao contrário do que se imagina, o roque pode ser executado caso a Torre que se deseja utilizar no movimento estiver sob ameaça adversária, ou passar por uma casa ameaçada por peça adversária no caso do roque grande, desde que a casa ameaçada não seja uma das duas casas percorridas pelo rei durante o movimento.
Apesar de não ser permitido a torre pular nenhuma peça durante o jogo, a execução do roque pode levar à falsa interpretação de que a torre pula o Rei. Segundo as leis do xadrez, ao executar o roque, o enxadrista deve movimentar primeiro o Rei por duas casas, denotando assim o desejo de realizar o movimento. Portanto, pode-se interpretar que a torre "pula" o monarca, posicionando-se na casa imediatamente após. Esta interpretação é equivocada uma vez que inicialmente, era permitido somente ao Rei a execução de um pulo durante uma partida, o que posteriormente originou o movimento de roque. As regras atuais para o movimento visam a formalizar a diferença entre a movimentação da torre somente e a execução do roque.
Uma Torre tem o valor relativo superior a um Bispo ou Cavalo, sendo a diferença de aproximadamente dois peões e sua captura, por um bispo ou cavalo, é denominada como "ganho de qualidade" uma vez que não envolve diferença na quantidade de peças sobre tabuleiro. Duas torres são consideradas um pouco mais valiosas do que a Dama, principalmente por poderem se defender facilmente dos ataques da Dama.
Considera-se que o valor relativo da Torre aumenta a medida que peças são trocadas e as posições do tabuleiro tornam-se mais abertas. Na fase de abertura e meio-jogo seu valor é em torno de quatro pontos, porém na fase final dominam as peças menores e peões, e a torre atinge um valor de cinco pontos ou maior.

## Estratégia
|   | a | b | c | d | e | f | g | h |   |
| 8 | a8 preto torre · d8 preto rainha · f8 preto torre · g8 preto rei · a7 preto peão · b7 preto peão · g7 preto peão · h7 preto peão · c6 preto cavalo · d6 preto bispo · e6 preto bispo · f6 preto peão · c5 preto peão · e5 preto peão · e4 branco peão · c3 branco peão · d3 branco peão · e3 branco bispo · f3 branco cavalo · a2 branco peão · b2 branco peão · e2 branco rainha · g2 branco peão · h2 branco peão · a1 branco torre · d1 branco cavalo · f1 branco torre · g1 branco rei | a8 preto torre · d8 preto rainha · f8 preto torre · g8 preto rei · a7 preto peão · b7 preto peão · g7 preto peão · h7 preto peão · c6 preto cavalo · d6 preto bispo · e6 preto bispo · f6 preto peão · c5 preto peão · e5 preto peão · e4 branco peão · c3 branco peão · d3 branco peão · e3 branco bispo · f3 branco cavalo · a2 branco peão · b2 branco peão · e2 branco rainha · g2 branco peão · h2 branco peão · a1 branco torre · d1 branco cavalo · f1 branco torre · g1 branco rei | a8 preto torre · d8 preto rainha · f8 preto torre · g8 preto rei · a7 preto peão · b7 preto peão · g7 preto peão · h7 preto peão · c6 preto cavalo · d6 preto bispo · e6 preto bispo · f6 preto peão · c5 preto peão · e5 preto peão · e4 branco peão · c3 branco peão · d3 branco peão · e3 branco bispo · f3 branco cavalo · a2 branco peão · b2 branco peão · e2 branco rainha · g2 branco peão · h2 branco peão · a1 branco torre · d1 branco cavalo · f1 branco torre · g1 branco rei | a8 preto torre · d8 preto rainha · f8 preto torre · g8 preto rei · a7 preto peão · b7 preto peão · g7 preto peão · h7 preto peão · c6 preto cavalo · d6 preto bispo · e6 preto bispo · f6 preto peão · c5 preto peão · e5 preto peão · e4 branco peão · c3 branco peão · d3 branco peão · e3 branco bispo · f3 branco cavalo · a2 branco peão · b2 branco peão · e2 branco rainha · g2 branco peão · h2 branco peão · a1 branco torre · d1 branco cavalo · f1 branco torre · g1 branco rei | a8 preto torre · d8 preto rainha · f8 preto torre · g8 preto rei · a7 preto peão · b7 preto peão · g7 preto peão · h7 preto peão · c6 preto cavalo · d6 preto bispo · e6 preto bispo · f6 preto peão · c5 preto peão · e5 preto peão · e4 branco peão · c3 branco peão · d3 branco peão · e3 branco bispo · f3 branco cavalo · a2 branco peão · b2 branco peão · e2 branco rainha · g2 branco peão · h2 branco peão · a1 branco torre · d1 branco cavalo · f1 branco torre · g1 branco rei | a8 preto torre · d8 preto rainha · f8 preto torre · g8 preto rei · a7 preto peão · b7 preto peão · g7 preto peão · h7 preto peão · c6 preto cavalo · d6 preto bispo · e6 preto bispo · f6 preto peão · c5 preto peão · e5 preto peão · e4 branco peão · c3 branco peão · d3 branco peão · e3 branco bispo · f3 branco cavalo · a2 branco peão · b2 branco peão · e2 branco rainha · g2 branco peão · h2 branco peão · a1 branco torre · d1 branco cavalo · f1 branco torre · g1 branco rei | a8 preto torre · d8 preto rainha · f8 preto torre · g8 preto rei · a7 preto peão · b7 preto peão · g7 preto peão · h7 preto peão · c6 preto cavalo · d6 preto bispo · e6 preto bispo · f6 preto peão · c5 preto peão · e5 preto peão · e4 branco peão · c3 branco peão · d3 branco peão · e3 branco bispo · f3 branco cavalo · a2 branco peão · b2 branco peão · e2 branco rainha · g2 branco peão · h2 branco peão · a1 branco torre · d1 branco cavalo · f1 branco torre · g1 branco rei | a8 preto torre · d8 preto rainha · f8 preto torre · g8 preto rei · a7 preto peão · b7 preto peão · g7 preto peão · h7 preto peão · c6 preto cavalo · d6 preto bispo · e6 preto bispo · f6 preto peão · c5 preto peão · e5 preto peão · e4 branco peão · c3 branco peão · d3 branco peão · e3 branco bispo · f3 branco cavalo · a2 branco peão · b2 branco peão · e2 branco rainha · g2 branco peão · h2 branco peão · a1 branco torre · d1 branco cavalo · f1 branco torre · g1 branco rei | 8 |
| 7 | a8 preto torre · d8 preto rainha · f8 preto torre · g8 preto rei · a7 preto peão · b7 preto peão · g7 preto peão · h7 preto peão · c6 preto cavalo · d6 preto bispo · e6 preto bispo · f6 preto peão · c5 preto peão · e5 preto peão · e4 branco peão · c3 branco peão · d3 branco peão · e3 branco bispo · f3 branco cavalo · a2 branco peão · b2 branco peão · e2 branco rainha · g2 branco peão · h2 branco peão · a1 branco torre · d1 branco cavalo · f1 branco torre · g1 branco rei | a8 preto torre · d8 preto rainha · f8 preto torre · g8 preto rei · a7 preto peão · b7 preto peão · g7 preto peão · h7 preto peão · c6 preto cavalo · d6 preto bispo · e6 preto bispo · f6 preto peão · c5 preto peão · e5 preto peão · e4 branco peão · c3 branco peão · d3 branco peão · e3 branco bispo · f3 branco cavalo · a2 branco peão · b2 branco peão · e2 branco rainha · g2 branco peão · h2 branco peão · a1 branco torre · d1 branco cavalo · f1 branco torre · g1 branco rei | a8 preto torre · d8 preto rainha · f8 preto torre · g8 preto rei · a7 preto peão · b7 preto peão · g7 preto peão · h7 preto peão · c6 preto cavalo · d6 preto bispo · e6 preto bispo · f6 preto peão · c5 preto peão · e5 preto peão · e4 branco peão · c3 branco peão · d3 branco peão · e3 branco bispo · f3 branco cavalo · a2 branco peão · b2 branco peão · e2 branco rainha · g2 branco peão · h2 branco peão · a1 branco torre · d1 branco cavalo · f1 branco torre · g1 branco rei | a8 preto torre · d8 preto rainha · f8 preto torre · g8 preto rei · a7 preto peão · b7 preto peão · g7 preto peão · h7 preto peão · c6 preto cavalo · d6 preto bispo · e6 preto bispo · f6 preto peão · c5 preto peão · e5 preto peão · e4 branco peão · c3 branco peão · d3 branco peão · e3 branco bispo · f3 branco cavalo · a2 branco peão · b2 branco peão · e2 branco rainha · g2 branco peão · h2 branco peão · a1 branco torre · d1 branco cavalo · f1 branco torre · g1 branco rei | a8 preto torre · d8 preto rainha · f8 preto torre · g8 preto rei · a7 preto peão · b7 preto peão · g7 preto peão · h7 preto peão · c6 preto cavalo · d6 preto bispo · e6 preto bispo · f6 preto peão · c5 preto peão · e5 preto peão · e4 branco peão · c3 branco peão · d3 branco peão · e3 branco bispo · f3 branco cavalo · a2 branco peão · b2 branco peão · e2 branco rainha · g2 branco peão · h2 branco peão · a1 branco torre · d1 branco cavalo · f1 branco torre · g1 branco rei | a8 preto torre · d8 preto rainha · f8 preto torre · g8 preto rei · a7 preto peão · b7 preto peão · g7 preto peão · h7 preto peão · c6 preto cavalo · d6 preto bispo · e6 preto bispo · f6 preto peão · c5 preto peão · e5 preto peão · e4 branco peão · c3 branco peão · d3 branco peão · e3 branco bispo · f3 branco cavalo · a2 branco peão · b2 branco peão · e2 branco rainha · g2 branco peão · h2 branco peão · a1 branco torre · d1 branco cavalo · f1 branco torre · g1 branco rei | a8 preto torre · d8 preto rainha · f8 preto torre · g8 preto rei · a7 preto peão · b7 preto peão · g7 preto peão · h7 preto peão · c6 preto cavalo · d6 preto bispo · e6 preto bispo · f6 preto peão · c5 preto peão · e5 preto peão · e4 branco peão · c3 branco peão · d3 branco peão · e3 branco bispo · f3 branco cavalo · a2 branco peão · b2 branco peão · e2 branco rainha · g2 branco peão · h2 branco peão · a1 branco torre · d1 branco cavalo · f1 branco torre · g1 branco rei | a8 preto torre · d8 preto rainha · f8 preto torre · g8 preto rei · a7 preto peão · b7 preto peão · g7 preto peão · h7 preto peão · c6 preto cavalo · d6 preto bispo · e6 preto bispo · f6 preto peão · c5 preto peão · e5 preto peão · e4 branco peão · c3 branco peão · d3 branco peão · e3 branco bispo · f3 branco cavalo · a2 branco peão · b2 branco peão · e2 branco rainha · g2 branco peão · h2 branco peão · a1 branco torre · d1 branco cavalo · f1 branco torre · g1 branco rei | 7 |
| 6 | a8 preto torre · d8 preto rainha · f8 preto torre · g8 preto rei · a7 preto peão · b7 preto peão · g7 preto peão · h7 preto peão · c6 preto cavalo · d6 preto bispo · e6 preto bispo · f6 preto peão · c5 preto peão · e5 preto peão · e4 branco peão · c3 branco peão · d3 branco peão · e3 branco bispo · f3 branco cavalo · a2 branco peão · b2 branco peão · e2 branco rainha · g2 branco peão · h2 branco peão · a1 branco torre · d1 branco cavalo · f1 branco torre · g1 branco rei | a8 preto torre · d8 preto rainha · f8 preto torre · g8 preto rei · a7 preto peão · b7 preto peão · g7 preto peão · h7 preto peão · c6 preto cavalo · d6 preto bispo · e6 preto bispo · f6 preto peão · c5 preto peão · e5 preto peão · e4 branco peão · c3 branco peão · d3 branco peão · e3 branco bispo · f3 branco cavalo · a2 branco peão · b2 branco peão · e2 branco rainha · g2 branco peão · h2 branco peão · a1 branco torre · d1 branco cavalo · f1 branco torre · g1 branco rei | a8 preto torre · d8 preto rainha · f8 preto torre · g8 preto rei · a7 preto peão · b7 preto peão · g7 preto peão · h7 preto peão · c6 preto cavalo · d6 preto bispo · e6 preto bispo · f6 preto peão · c5 preto peão · e5 preto peão · e4 branco peão · c3 branco peão · d3 branco peão · e3 branco bispo · f3 branco cavalo · a2 branco peão · b2 branco peão · e2 branco rainha · g2 branco peão · h2 branco peão · a1 branco torre · d1 branco cavalo · f1 branco torre · g1 branco rei | a8 preto torre · d8 preto rainha · f8 preto torre · g8 preto rei · a7 preto peão · b7 preto peão · g7 preto peão · h7 preto peão · c6 preto cavalo · d6 preto bispo · e6 preto bispo · f6 preto peão · c5 preto peão · e5 preto peão · e4 branco peão · c3 branco peão · d3 branco peão · e3 branco bispo · f3 branco cavalo · a2 branco peão · b2 branco peão · e2 branco rainha · g2 branco peão · h2 branco peão · a1 branco torre · d1 branco cavalo · f1 branco torre · g1 branco rei | a8 preto torre · d8 preto rainha · f8 preto torre · g8 preto rei · a7 preto peão · b7 preto peão · g7 preto peão · h7 preto peão · c6 preto cavalo · d6 preto bispo · e6 preto bispo · f6 preto peão · c5 preto peão · e5 preto peão · e4 branco peão · c3 branco peão · d3 branco peão · e3 branco bispo · f3 branco cavalo · a2 branco peão · b2 branco peão · e2 branco rainha · g2 branco peão · h2 branco peão · a1 branco torre · d1 branco cavalo · f1 branco torre · g1 branco rei | a8 preto torre · d8 preto rainha · f8 preto torre · g8 preto rei · a7 preto peão · b7 preto peão · g7 preto peão · h7 preto peão · c6 preto cavalo · d6 preto bispo · e6 preto bispo · f6 preto peão · c5 preto peão · e5 preto peão · e4 branco peão · c3 branco peão · d3 branco peão · e3 branco bispo · f3 branco cavalo · a2 branco peão · b2 branco peão · e2 branco rainha · g2 branco peão · h2 branco peão · a1 branco torre · d1 branco cavalo · f1 branco torre · g1 branco rei | a8 preto torre · d8 preto rainha · f8 preto torre · g8 preto rei · a7 preto peão · b7 preto peão · g7 preto peão · h7 preto peão · c6 preto cavalo · d6 preto bispo · e6 preto bispo · f6 preto peão · c5 preto peão · e5 preto peão · e4 branco peão · c3 branco peão · d3 branco peão · e3 branco bispo · f3 branco cavalo · a2 branco peão · b2 branco peão · e2 branco rainha · g2 branco peão · h2 branco peão · a1 branco torre · d1 branco cavalo · f1 branco torre · g1 branco rei | a8 preto torre · d8 preto rainha · f8 preto torre · g8 preto rei · a7 preto peão · b7 preto peão · g7 preto peão · h7 preto peão · c6 preto cavalo · d6 preto bispo · e6 preto bispo · f6 preto peão · c5 preto peão · e5 preto peão · e4 branco peão · c3 branco peão · d3 branco peão · e3 branco bispo · f3 branco cavalo · a2 branco peão · b2 branco peão · e2 branco rainha · g2 branco peão · h2 branco peão · a1 branco torre · d1 branco cavalo · f1 branco torre · g1 branco rei | 6 |
| 5 | a8 preto torre · d8 preto rainha · f8 preto torre · g8 preto rei · a7 preto peão · b7 preto peão · g7 preto peão · h7 preto peão · c6 preto cavalo · d6 preto bispo · e6 preto bispo · f6 preto peão · c5 preto peão · e5 preto peão · e4 branco peão · c3 branco peão · d3 branco peão · e3 branco bispo · f3 branco cavalo · a2 branco peão · b2 branco peão · e2 branco rainha · g2 branco peão · h2 branco peão · a1 branco torre · d1 branco cavalo · f1 branco torre · g1 branco rei | a8 preto torre · d8 preto rainha · f8 preto torre · g8 preto rei · a7 preto peão · b7 preto peão · g7 preto peão · h7 preto peão · c6 preto cavalo · d6 preto bispo · e6 preto bispo · f6 preto peão · c5 preto peão · e5 preto peão · e4 branco peão · c3 branco peão · d3 branco peão · e3 branco bispo · f3 branco cavalo · a2 branco peão · b2 branco peão · e2 branco rainha · g2 branco peão · h2 branco peão · a1 branco torre · d1 branco cavalo · f1 branco torre · g1 branco rei | a8 preto torre · d8 preto rainha · f8 preto torre · g8 preto rei · a7 preto peão · b7 preto peão · g7 preto peão · h7 preto peão · c6 preto cavalo · d6 preto bispo · e6 preto bispo · f6 preto peão · c5 preto peão · e5 preto peão · e4 branco peão · c3 branco peão · d3 branco peão · e3 branco bispo · f3 branco cavalo · a2 branco peão · b2 branco peão · e2 branco rainha · g2 branco peão · h2 branco peão · a1 branco torre · d1 branco cavalo · f1 branco torre · g1 branco rei | a8 preto torre · d8 preto rainha · f8 preto torre · g8 preto rei · a7 preto peão · b7 preto peão · g7 preto peão · h7 preto peão · c6 preto cavalo · d6 preto bispo · e6 preto bispo · f6 preto peão · c5 preto peão · e5 preto peão · e4 branco peão · c3 branco peão · d3 branco peão · e3 branco bispo · f3 branco cavalo · a2 branco peão · b2 branco peão · e2 branco rainha · g2 branco peão · h2 branco peão · a1 branco torre · d1 branco cavalo · f1 branco torre · g1 branco rei | a8 preto torre · d8 preto rainha · f8 preto torre · g8 preto rei · a7 preto peão · b7 preto peão · g7 preto peão · h7 preto peão · c6 preto cavalo · d6 preto bispo · e6 preto bispo · f6 preto peão · c5 preto peão · e5 preto peão · e4 branco peão · c3 branco peão · d3 branco peão · e3 branco bispo · f3 branco cavalo · a2 branco peão · b2 branco peão · e2 branco rainha · g2 branco peão · h2 branco peão · a1 branco torre · d1 branco cavalo · f1 branco torre · g1 branco rei | a8 preto torre · d8 preto rainha · f8 preto torre · g8 preto rei · a7 preto peão · b7 preto peão · g7 preto peão · h7 preto peão · c6 preto cavalo · d6 preto bispo · e6 preto bispo · f6 preto peão · c5 preto peão · e5 preto peão · e4 branco peão · c3 branco peão · d3 branco peão · e3 branco bispo · f3 branco cavalo · a2 branco peão · b2 branco peão · e2 branco rainha · g2 branco peão · h2 branco peão · a1 branco torre · d1 branco cavalo · f1 branco torre · g1 branco rei | a8 preto torre · d8 preto rainha · f8 preto torre · g8 preto rei · a7 preto peão · b7 preto peão · g7 preto peão · h7 preto peão · c6 preto cavalo · d6 preto bispo · e6 preto bispo · f6 preto peão · c5 preto peão · e5 preto peão · e4 branco peão · c3 branco peão · d3 branco peão · e3 branco bispo · f3 branco cavalo · a2 branco peão · b2 branco peão · e2 branco rainha · g2 branco peão · h2 branco peão · a1 branco torre · d1 branco cavalo · f1 branco torre · g1 branco rei | a8 preto torre · d8 preto rainha · f8 preto torre · g8 preto rei · a7 preto peão · b7 preto peão · g7 preto peão · h7 preto peão · c6 preto cavalo · d6 preto bispo · e6 preto bispo · f6 preto peão · c5 preto peão · e5 preto peão · e4 branco peão · c3 branco peão · d3 branco peão · e3 branco bispo · f3 branco cavalo · a2 branco peão · b2 branco peão · e2 branco rainha · g2 branco peão · h2 branco peão · a1 branco torre · d1 branco cavalo · f1 branco torre · g1 branco rei | 5 |
| 4 | a8 preto torre · d8 preto rainha · f8 preto torre · g8 preto rei · a7 preto peão · b7 preto peão · g7 preto peão · h7 preto peão · c6 preto cavalo · d6 preto bispo · e6 preto bispo · f6 preto peão · c5 preto peão · e5 preto peão · e4 branco peão · c3 branco peão · d3 branco peão · e3 branco bispo · f3 branco cavalo · a2 branco peão · b2 branco peão · e2 branco rainha · g2 branco peão · h2 branco peão · a1 branco torre · d1 branco cavalo · f1 branco torre · g1 branco rei | a8 preto torre · d8 preto rainha · f8 preto torre · g8 preto rei · a7 preto peão · b7 preto peão · g7 preto peão · h7 preto peão · c6 preto cavalo · d6 preto bispo · e6 preto bispo · f6 preto peão · c5 preto peão · e5 preto peão · e4 branco peão · c3 branco peão · d3 branco peão · e3 branco bispo · f3 branco cavalo · a2 branco peão · b2 branco peão · e2 branco rainha · g2 branco peão · h2 branco peão · a1 branco torre · d1 branco cavalo · f1 branco torre · g1 branco rei | a8 preto torre · d8 preto rainha · f8 preto torre · g8 preto rei · a7 preto peão · b7 preto peão · g7 preto peão · h7 preto peão · c6 preto cavalo · d6 preto bispo · e6 preto bispo · f6 preto peão · c5 preto peão · e5 preto peão · e4 branco peão · c3 branco peão · d3 branco peão · e3 branco bispo · f3 branco cavalo · a2 branco peão · b2 branco peão · e2 branco rainha · g2 branco peão · h2 branco peão · a1 branco torre · d1 branco cavalo · f1 branco torre · g1 branco rei | a8 preto torre · d8 preto rainha · f8 preto torre · g8 preto rei · a7 preto peão · b7 preto peão · g7 preto peão · h7 preto peão · c6 preto cavalo · d6 preto bispo · e6 preto bispo · f6 preto peão · c5 preto peão · e5 preto peão · e4 branco peão · c3 branco peão · d3 branco peão · e3 branco bispo · f3 branco cavalo · a2 branco peão · b2 branco peão · e2 branco rainha · g2 branco peão · h2 branco peão · a1 branco torre · d1 branco cavalo · f1 branco torre · g1 branco rei | a8 preto torre · d8 preto rainha · f8 preto torre · g8 preto rei · a7 preto peão · b7 preto peão · g7 preto peão · h7 preto peão · c6 preto cavalo · d6 preto bispo · e6 preto bispo · f6 preto peão · c5 preto peão · e5 preto peão · e4 branco peão · c3 branco peão · d3 branco peão · e3 branco bispo · f3 branco cavalo · a2 branco peão · b2 branco peão · e2 branco rainha · g2 branco peão · h2 branco peão · a1 branco torre · d1 branco cavalo · f1 branco torre · g1 branco rei | a8 preto torre · d8 preto rainha · f8 preto torre · g8 preto rei · a7 preto peão · b7 preto peão · g7 preto peão · h7 preto peão · c6 preto cavalo · d6 preto bispo · e6 preto bispo · f6 preto peão · c5 preto peão · e5 preto peão · e4 branco peão · c3 branco peão · d3 branco peão · e3 branco bispo · f3 branco cavalo · a2 branco peão · b2 branco peão · e2 branco rainha · g2 branco peão · h2 branco peão · a1 branco torre · d1 branco cavalo · f1 branco torre · g1 branco rei | a8 preto torre · d8 preto rainha · f8 preto torre · g8 preto rei · a7 preto peão · b7 preto peão · g7 preto peão · h7 preto peão · c6 preto cavalo · d6 preto bispo · e6 preto bispo · f6 preto peão · c5 preto peão · e5 preto peão · e4 branco peão · c3 branco peão · d3 branco peão · e3 branco bispo · f3 branco cavalo · a2 branco peão · b2 branco peão · e2 branco rainha · g2 branco peão · h2 branco peão · a1 branco torre · d1 branco cavalo · f1 branco torre · g1 branco rei | a8 preto torre · d8 preto rainha · f8 preto torre · g8 preto rei · a7 preto peão · b7 preto peão · g7 preto peão · h7 preto peão · c6 preto cavalo · d6 preto bispo · e6 preto bispo · f6 preto peão · c5 preto peão · e5 preto peão · e4 branco peão · c3 branco peão · d3 branco peão · e3 branco bispo · f3 branco cavalo · a2 branco peão · b2 branco peão · e2 branco rainha · g2 branco peão · h2 branco peão · a1 branco torre · d1 branco cavalo · f1 branco torre · g1 branco rei | 4 |
| 3 | a8 preto torre · d8 preto rainha · f8 preto torre · g8 preto rei · a7 preto peão · b7 preto peão · g7 preto peão · h7 preto peão · c6 preto cavalo · d6 preto bispo · e6 preto bispo · f6 preto peão · c5 preto peão · e5 preto peão · e4 branco peão · c3 branco peão · d3 branco peão · e3 branco bispo · f3 branco cavalo · a2 branco peão · b2 branco peão · e2 branco rainha · g2 branco peão · h2 branco peão · a1 branco torre · d1 branco cavalo · f1 branco torre · g1 branco rei | a8 preto torre · d8 preto rainha · f8 preto torre · g8 preto rei · a7 preto peão · b7 preto peão · g7 preto peão · h7 preto peão · c6 preto cavalo · d6 preto bispo · e6 preto bispo · f6 preto peão · c5 preto peão · e5 preto peão · e4 branco peão · c3 branco peão · d3 branco peão · e3 branco bispo · f3 branco cavalo · a2 branco peão · b2 branco peão · e2 branco rainha · g2 branco peão · h2 branco peão · a1 branco torre · d1 branco cavalo · f1 branco torre · g1 branco rei | a8 preto torre · d8 preto rainha · f8 preto torre · g8 preto rei · a7 preto peão · b7 preto peão · g7 preto peão · h7 preto peão · c6 preto cavalo · d6 preto bispo · e6 preto bispo · f6 preto peão · c5 preto peão · e5 preto peão · e4 branco peão · c3 branco peão · d3 branco peão · e3 branco bispo · f3 branco cavalo · a2 branco peão · b2 branco peão · e2 branco rainha · g2 branco peão · h2 branco peão · a1 branco torre · d1 branco cavalo · f1 branco torre · g1 branco rei | a8 preto torre · d8 preto rainha · f8 preto torre · g8 preto rei · a7 preto peão · b7 preto peão · g7 preto peão · h7 preto peão · c6 preto cavalo · d6 preto bispo · e6 preto bispo · f6 preto peão · c5 preto peão · e5 preto peão · e4 branco peão · c3 branco peão · d3 branco peão · e3 branco bispo · f3 branco cavalo · a2 branco peão · b2 branco peão · e2 branco rainha · g2 branco peão · h2 branco peão · a1 branco torre · d1 branco cavalo · f1 branco torre · g1 branco rei | a8 preto torre · d8 preto rainha · f8 preto torre · g8 preto rei · a7 preto peão · b7 preto peão · g7 preto peão · h7 preto peão · c6 preto cavalo · d6 preto bispo · e6 preto bispo · f6 preto peão · c5 preto peão · e5 preto peão · e4 branco peão · c3 branco peão · d3 branco peão · e3 branco bispo · f3 branco cavalo · a2 branco peão · b2 branco peão · e2 branco rainha · g2 branco peão · h2 branco peão · a1 branco torre · d1 branco cavalo · f1 branco torre · g1 branco rei | a8 preto torre · d8 preto rainha · f8 preto torre · g8 preto rei · a7 preto peão · b7 preto peão · g7 preto peão · h7 preto peão · c6 preto cavalo · d6 preto bispo · e6 preto bispo · f6 preto peão · c5 preto peão · e5 preto peão · e4 branco peão · c3 branco peão · d3 branco peão · e3 branco bispo · f3 branco cavalo · a2 branco peão · b2 branco peão · e2 branco rainha · g2 branco peão · h2 branco peão · a1 branco torre · d1 branco cavalo · f1 branco torre · g1 branco rei | a8 preto torre · d8 preto rainha · f8 preto torre · g8 preto rei · a7 preto peão · b7 preto peão · g7 preto peão · h7 preto peão · c6 preto cavalo · d6 preto bispo · e6 preto bispo · f6 preto peão · c5 preto peão · e5 preto peão · e4 branco peão · c3 branco peão · d3 branco peão · e3 branco bispo · f3 branco cavalo · a2 branco peão · b2 branco peão · e2 branco rainha · g2 branco peão · h2 branco peão · a1 branco torre · d1 branco cavalo · f1 branco torre · g1 branco rei | a8 preto torre · d8 preto rainha · f8 preto torre · g8 preto rei · a7 preto peão · b7 preto peão · g7 preto peão · h7 preto peão · c6 preto cavalo · d6 preto bispo · e6 preto bispo · f6 preto peão · c5 preto peão · e5 preto peão · e4 branco peão · c3 branco peão · d3 branco peão · e3 branco bispo · f3 branco cavalo · a2 branco peão · b2 branco peão · e2 branco rainha · g2 branco peão · h2 branco peão · a1 branco torre · d1 branco cavalo · f1 branco torre · g1 branco rei | 3 |
| 2 | a8 preto torre · d8 preto rainha · f8 preto torre · g8 preto rei · a7 preto peão · b7 preto peão · g7 preto peão · h7 preto peão · c6 preto cavalo · d6 preto bispo · e6 preto bispo · f6 preto peão · c5 preto peão · e5 preto peão · e4 branco peão · c3 branco peão · d3 branco peão · e3 branco bispo · f3 branco cavalo · a2 branco peão · b2 branco peão · e2 branco rainha · g2 branco peão · h2 branco peão · a1 branco torre · d1 branco cavalo · f1 branco torre · g1 branco rei | a8 preto torre · d8 preto rainha · f8 preto torre · g8 preto rei · a7 preto peão · b7 preto peão · g7 preto peão · h7 preto peão · c6 preto cavalo · d6 preto bispo · e6 preto bispo · f6 preto peão · c5 preto peão · e5 preto peão · e4 branco peão · c3 branco peão · d3 branco peão · e3 branco bispo · f3 branco cavalo · a2 branco peão · b2 branco peão · e2 branco rainha · g2 branco peão · h2 branco peão · a1 branco torre · d1 branco cavalo · f1 branco torre · g1 branco rei | a8 preto torre · d8 preto rainha · f8 preto torre · g8 preto rei · a7 preto peão · b7 preto peão · g7 preto peão · h7 preto peão · c6 preto cavalo · d6 preto bispo · e6 preto bispo · f6 preto peão · c5 preto peão · e5 preto peão · e4 branco peão · c3 branco peão · d3 branco peão · e3 branco bispo · f3 branco cavalo · a2 branco peão · b2 branco peão · e2 branco rainha · g2 branco peão · h2 branco peão · a1 branco torre · d1 branco cavalo · f1 branco torre · g1 branco rei | a8 preto torre · d8 preto rainha · f8 preto torre · g8 preto rei · a7 preto peão · b7 preto peão · g7 preto peão · h7 preto peão · c6 preto cavalo · d6 preto bispo · e6 preto bispo · f6 preto peão · c5 preto peão · e5 preto peão · e4 branco peão · c3 branco peão · d3 branco peão · e3 branco bispo · f3 branco cavalo · a2 branco peão · b2 branco peão · e2 branco rainha · g2 branco peão · h2 branco peão · a1 branco torre · d1 branco cavalo · f1 branco torre · g1 branco rei | a8 preto torre · d8 preto rainha · f8 preto torre · g8 preto rei · a7 preto peão · b7 preto peão · g7 preto peão · h7 preto peão · c6 preto cavalo · d6 preto bispo · e6 preto bispo · f6 preto peão · c5 preto peão · e5 preto peão · e4 branco peão · c3 branco peão · d3 branco peão · e3 branco bispo · f3 branco cavalo · a2 branco peão · b2 branco peão · e2 branco rainha · g2 branco peão · h2 branco peão · a1 branco torre · d1 branco cavalo · f1 branco torre · g1 branco rei | a8 preto torre · d8 preto rainha · f8 preto torre · g8 preto rei · a7 preto peão · b7 preto peão · g7 preto peão · h7 preto peão · c6 preto cavalo · d6 preto bispo · e6 preto bispo · f6 preto peão · c5 preto peão · e5 preto peão · e4 branco peão · c3 branco peão · d3 branco peão · e3 branco bispo · f3 branco cavalo · a2 branco peão · b2 branco peão · e2 branco rainha · g2 branco peão · h2 branco peão · a1 branco torre · d1 branco cavalo · f1 branco torre · g1 branco rei | a8 preto torre · d8 preto rainha · f8 preto torre · g8 preto rei · a7 preto peão · b7 preto peão · g7 preto peão · h7 preto peão · c6 preto cavalo · d6 preto bispo · e6 preto bispo · f6 preto peão · c5 preto peão · e5 preto peão · e4 branco peão · c3 branco peão · d3 branco peão · e3 branco bispo · f3 branco cavalo · a2 branco peão · b2 branco peão · e2 branco rainha · g2 branco peão · h2 branco peão · a1 branco torre · d1 branco cavalo · f1 branco torre · g1 branco rei | a8 preto torre · d8 preto rainha · f8 preto torre · g8 preto rei · a7 preto peão · b7 preto peão · g7 preto peão · h7 preto peão · c6 preto cavalo · d6 preto bispo · e6 preto bispo · f6 preto peão · c5 preto peão · e5 preto peão · e4 branco peão · c3 branco peão · d3 branco peão · e3 branco bispo · f3 branco cavalo · a2 branco peão · b2 branco peão · e2 branco rainha · g2 branco peão · h2 branco peão · a1 branco torre · d1 branco cavalo · f1 branco torre · g1 branco rei | 2 |
| 1 | a8 preto torre · d8 preto rainha · f8 preto torre · g8 preto rei · a7 preto peão · b7 preto peão · g7 preto peão · h7 preto peão · c6 preto cavalo · d6 preto bispo · e6 preto bispo · f6 preto peão · c5 preto peão · e5 preto peão · e4 branco peão · c3 branco peão · d3 branco peão · e3 branco bispo · f3 branco cavalo · a2 branco peão · b2 branco peão · e2 branco rainha · g2 branco peão · h2 branco peão · a1 branco torre · d1 branco cavalo · f1 branco torre · g1 branco rei | a8 preto torre · d8 preto rainha · f8 preto torre · g8 preto rei · a7 preto peão · b7 preto peão · g7 preto peão · h7 preto peão · c6 preto cavalo · d6 preto bispo · e6 preto bispo · f6 preto peão · c5 preto peão · e5 preto peão · e4 branco peão · c3 branco peão · d3 branco peão · e3 branco bispo · f3 branco cavalo · a2 branco peão · b2 branco peão · e2 branco rainha · g2 branco peão · h2 branco peão · a1 branco torre · d1 branco cavalo · f1 branco torre · g1 branco rei | a8 preto torre · d8 preto rainha · f8 preto torre · g8 preto rei · a7 preto peão · b7 preto peão · g7 preto peão · h7 preto peão · c6 preto cavalo · d6 preto bispo · e6 preto bispo · f6 preto peão · c5 preto peão · e5 preto peão · e4 branco peão · c3 branco peão · d3 branco peão · e3 branco bispo · f3 branco cavalo · a2 branco peão · b2 branco peão · e2 branco rainha · g2 branco peão · h2 branco peão · a1 branco torre · d1 branco cavalo · f1 branco torre · g1 branco rei | a8 preto torre · d8 preto rainha · f8 preto torre · g8 preto rei · a7 preto peão · b7 preto peão · g7 preto peão · h7 preto peão · c6 preto cavalo · d6 preto bispo · e6 preto bispo · f6 preto peão · c5 preto peão · e5 preto peão · e4 branco peão · c3 branco peão · d3 branco peão · e3 branco bispo · f3 branco cavalo · a2 branco peão · b2 branco peão · e2 branco rainha · g2 branco peão · h2 branco peão · a1 branco torre · d1 branco cavalo · f1 branco torre · g1 branco rei | a8 preto torre · d8 preto rainha · f8 preto torre · g8 preto rei · a7 preto peão · b7 preto peão · g7 preto peão · h7 preto peão · c6 preto cavalo · d6 preto bispo · e6 preto bispo · f6 preto peão · c5 preto peão · e5 preto peão · e4 branco peão · c3 branco peão · d3 branco peão · e3 branco bispo · f3 branco cavalo · a2 branco peão · b2 branco peão · e2 branco rainha · g2 branco peão · h2 branco peão · a1 branco torre · d1 branco cavalo · f1 branco torre · g1 branco rei | a8 preto torre · d8 preto rainha · f8 preto torre · g8 preto rei · a7 preto peão · b7 preto peão · g7 preto peão · h7 preto peão · c6 preto cavalo · d6 preto bispo · e6 preto bispo · f6 preto peão · c5 preto peão · e5 preto peão · e4 branco peão · c3 branco peão · d3 branco peão · e3 branco bispo · f3 branco cavalo · a2 branco peão · b2 branco peão · e2 branco rainha · g2 branco peão · h2 branco peão · a1 branco torre · d1 branco cavalo · f1 branco torre · g1 branco rei | a8 preto torre · d8 preto rainha · f8 preto torre · g8 preto rei · a7 preto peão · b7 preto peão · g7 preto peão · h7 preto peão · c6 preto cavalo · d6 preto bispo · e6 preto bispo · f6 preto peão · c5 preto peão · e5 preto peão · e4 branco peão · c3 branco peão · d3 branco peão · e3 branco bispo · f3 branco cavalo · a2 branco peão · b2 branco peão · e2 branco rainha · g2 branco peão · h2 branco peão · a1 branco torre · d1 branco cavalo · f1 branco torre · g1 branco rei | a8 preto torre · d8 preto rainha · f8 preto torre · g8 preto rei · a7 preto peão · b7 preto peão · g7 preto peão · h7 preto peão · c6 preto cavalo · d6 preto bispo · e6 preto bispo · f6 preto peão · c5 preto peão · e5 preto peão · e4 branco peão · c3 branco peão · d3 branco peão · e3 branco bispo · f3 branco cavalo · a2 branco peão · b2 branco peão · e2 branco rainha · g2 branco peão · h2 branco peão · a1 branco torre · d1 branco cavalo · f1 branco torre · g1 branco rei | 1 |
|   | a | b | c | d | e | f | g | h |   |

Na fase de abertura as torres estão desprotegidas; por isso, é comum e desejável conectá-las na primeira fileira através do roque e retirada de todas as peças da primeira fileira exceto o Rei e as torres. Nesta posição, após o roque, as torres se protegem e podem facilmente ser movidas para ameaçar colunas mais favoráveis.
Um objetivo comum das torres é se posicionar na primeira fileira de uma coluna aberta, pois assim os peões não são obstruídos para ambos os jogadores, ou uma fileira semi-aberta, obstruída apenas por peões aliados. A partir desta posição a torre fica relativamente protegida ao risco de ataque e pode controlar cada casa na fileira. Caso uma fileira seja particularmente importante, o enxadrista pode avançar a torre nesta coluna e posicionar a outra na primeira fileira, dobrando-as. Quando alinha-se as torres e a Dama numa mesma coluna, a formação recebe o nome de Canhão de Alekhine. Uma torre na sétima fileira, a segunda do oponente, é normalmente muito poderosa, pois ameaçam os peões não avançados do oponente e cercam o Rei inimigo sendo esta posição é considerada uma compensação vantajosa por um peão. Mover a Torre para uma coluna fechada, algumas vezes desencoraja o oponente a avançar suas peças pois poderia liberar a Torre. Este movimento, chamado movimento misterioso da Torre, foi cunhado por Nimzowitsch que enfatizava a utilidade da manobra.
No final da partida a Torre torna-se mais valiosa pois pode apoiar o avanço de peões passados até a oitava fileira. Nesta situação, deve ser posicionada atrás do peão de acordo com a regra de Tarrasch, apesar de existirem exceções à regra. Por ser capaz de, com auxílio de seu Rei, aplicar o xeque-mate a um Rei solitário, é considerada uma peça maior, alcançado a posição vencedora em no mínimo 15 lances.

### Sacrifício duplo de torres
|   | a | b | c | d | e | f | g | h |   |
| 8 | a8 preto torre · b8 preto cavalo · c8 preto bispo · g8 preto cavalo · h8 preto torre · a7 preto peão · b7 preto peão · d7 preto rei · f7 branco bispo · g7 preto peão · h7 preto peão · c6 preto peão · d6 preto peão · e4 branco peão · f4 branco bispo · c3 branco cavalo · d3 branco peão · f3 branco rainha · a2 branco peão · c2 branco peão · d2 branco rei · g2 branco peão · h2 branco peão · h1 preto rainha | a8 preto torre · b8 preto cavalo · c8 preto bispo · g8 preto cavalo · h8 preto torre · a7 preto peão · b7 preto peão · d7 preto rei · f7 branco bispo · g7 preto peão · h7 preto peão · c6 preto peão · d6 preto peão · e4 branco peão · f4 branco bispo · c3 branco cavalo · d3 branco peão · f3 branco rainha · a2 branco peão · c2 branco peão · d2 branco rei · g2 branco peão · h2 branco peão · h1 preto rainha | a8 preto torre · b8 preto cavalo · c8 preto bispo · g8 preto cavalo · h8 preto torre · a7 preto peão · b7 preto peão · d7 preto rei · f7 branco bispo · g7 preto peão · h7 preto peão · c6 preto peão · d6 preto peão · e4 branco peão · f4 branco bispo · c3 branco cavalo · d3 branco peão · f3 branco rainha · a2 branco peão · c2 branco peão · d2 branco rei · g2 branco peão · h2 branco peão · h1 preto rainha | a8 preto torre · b8 preto cavalo · c8 preto bispo · g8 preto cavalo · h8 preto torre · a7 preto peão · b7 preto peão · d7 preto rei · f7 branco bispo · g7 preto peão · h7 preto peão · c6 preto peão · d6 preto peão · e4 branco peão · f4 branco bispo · c3 branco cavalo · d3 branco peão · f3 branco rainha · a2 branco peão · c2 branco peão · d2 branco rei · g2 branco peão · h2 branco peão · h1 preto rainha | a8 preto torre · b8 preto cavalo · c8 preto bispo · g8 preto cavalo · h8 preto torre · a7 preto peão · b7 preto peão · d7 preto rei · f7 branco bispo · g7 preto peão · h7 preto peão · c6 preto peão · d6 preto peão · e4 branco peão · f4 branco bispo · c3 branco cavalo · d3 branco peão · f3 branco rainha · a2 branco peão · c2 branco peão · d2 branco rei · g2 branco peão · h2 branco peão · h1 preto rainha | a8 preto torre · b8 preto cavalo · c8 preto bispo · g8 preto cavalo · h8 preto torre · a7 preto peão · b7 preto peão · d7 preto rei · f7 branco bispo · g7 preto peão · h7 preto peão · c6 preto peão · d6 preto peão · e4 branco peão · f4 branco bispo · c3 branco cavalo · d3 branco peão · f3 branco rainha · a2 branco peão · c2 branco peão · d2 branco rei · g2 branco peão · h2 branco peão · h1 preto rainha | a8 preto torre · b8 preto cavalo · c8 preto bispo · g8 preto cavalo · h8 preto torre · a7 preto peão · b7 preto peão · d7 preto rei · f7 branco bispo · g7 preto peão · h7 preto peão · c6 preto peão · d6 preto peão · e4 branco peão · f4 branco bispo · c3 branco cavalo · d3 branco peão · f3 branco rainha · a2 branco peão · c2 branco peão · d2 branco rei · g2 branco peão · h2 branco peão · h1 preto rainha | a8 preto torre · b8 preto cavalo · c8 preto bispo · g8 preto cavalo · h8 preto torre · a7 preto peão · b7 preto peão · d7 preto rei · f7 branco bispo · g7 preto peão · h7 preto peão · c6 preto peão · d6 preto peão · e4 branco peão · f4 branco bispo · c3 branco cavalo · d3 branco peão · f3 branco rainha · a2 branco peão · c2 branco peão · d2 branco rei · g2 branco peão · h2 branco peão · h1 preto rainha | 8 |
| 7 | a8 preto torre · b8 preto cavalo · c8 preto bispo · g8 preto cavalo · h8 preto torre · a7 preto peão · b7 preto peão · d7 preto rei · f7 branco bispo · g7 preto peão · h7 preto peão · c6 preto peão · d6 preto peão · e4 branco peão · f4 branco bispo · c3 branco cavalo · d3 branco peão · f3 branco rainha · a2 branco peão · c2 branco peão · d2 branco rei · g2 branco peão · h2 branco peão · h1 preto rainha | a8 preto torre · b8 preto cavalo · c8 preto bispo · g8 preto cavalo · h8 preto torre · a7 preto peão · b7 preto peão · d7 preto rei · f7 branco bispo · g7 preto peão · h7 preto peão · c6 preto peão · d6 preto peão · e4 branco peão · f4 branco bispo · c3 branco cavalo · d3 branco peão · f3 branco rainha · a2 branco peão · c2 branco peão · d2 branco rei · g2 branco peão · h2 branco peão · h1 preto rainha | a8 preto torre · b8 preto cavalo · c8 preto bispo · g8 preto cavalo · h8 preto torre · a7 preto peão · b7 preto peão · d7 preto rei · f7 branco bispo · g7 preto peão · h7 preto peão · c6 preto peão · d6 preto peão · e4 branco peão · f4 branco bispo · c3 branco cavalo · d3 branco peão · f3 branco rainha · a2 branco peão · c2 branco peão · d2 branco rei · g2 branco peão · h2 branco peão · h1 preto rainha | a8 preto torre · b8 preto cavalo · c8 preto bispo · g8 preto cavalo · h8 preto torre · a7 preto peão · b7 preto peão · d7 preto rei · f7 branco bispo · g7 preto peão · h7 preto peão · c6 preto peão · d6 preto peão · e4 branco peão · f4 branco bispo · c3 branco cavalo · d3 branco peão · f3 branco rainha · a2 branco peão · c2 branco peão · d2 branco rei · g2 branco peão · h2 branco peão · h1 preto rainha | a8 preto torre · b8 preto cavalo · c8 preto bispo · g8 preto cavalo · h8 preto torre · a7 preto peão · b7 preto peão · d7 preto rei · f7 branco bispo · g7 preto peão · h7 preto peão · c6 preto peão · d6 preto peão · e4 branco peão · f4 branco bispo · c3 branco cavalo · d3 branco peão · f3 branco rainha · a2 branco peão · c2 branco peão · d2 branco rei · g2 branco peão · h2 branco peão · h1 preto rainha | a8 preto torre · b8 preto cavalo · c8 preto bispo · g8 preto cavalo · h8 preto torre · a7 preto peão · b7 preto peão · d7 preto rei · f7 branco bispo · g7 preto peão · h7 preto peão · c6 preto peão · d6 preto peão · e4 branco peão · f4 branco bispo · c3 branco cavalo · d3 branco peão · f3 branco rainha · a2 branco peão · c2 branco peão · d2 branco rei · g2 branco peão · h2 branco peão · h1 preto rainha | a8 preto torre · b8 preto cavalo · c8 preto bispo · g8 preto cavalo · h8 preto torre · a7 preto peão · b7 preto peão · d7 preto rei · f7 branco bispo · g7 preto peão · h7 preto peão · c6 preto peão · d6 preto peão · e4 branco peão · f4 branco bispo · c3 branco cavalo · d3 branco peão · f3 branco rainha · a2 branco peão · c2 branco peão · d2 branco rei · g2 branco peão · h2 branco peão · h1 preto rainha | a8 preto torre · b8 preto cavalo · c8 preto bispo · g8 preto cavalo · h8 preto torre · a7 preto peão · b7 preto peão · d7 preto rei · f7 branco bispo · g7 preto peão · h7 preto peão · c6 preto peão · d6 preto peão · e4 branco peão · f4 branco bispo · c3 branco cavalo · d3 branco peão · f3 branco rainha · a2 branco peão · c2 branco peão · d2 branco rei · g2 branco peão · h2 branco peão · h1 preto rainha | 7 |
| 6 | a8 preto torre · b8 preto cavalo · c8 preto bispo · g8 preto cavalo · h8 preto torre · a7 preto peão · b7 preto peão · d7 preto rei · f7 branco bispo · g7 preto peão · h7 preto peão · c6 preto peão · d6 preto peão · e4 branco peão · f4 branco bispo · c3 branco cavalo · d3 branco peão · f3 branco rainha · a2 branco peão · c2 branco peão · d2 branco rei · g2 branco peão · h2 branco peão · h1 preto rainha | a8 preto torre · b8 preto cavalo · c8 preto bispo · g8 preto cavalo · h8 preto torre · a7 preto peão · b7 preto peão · d7 preto rei · f7 branco bispo · g7 preto peão · h7 preto peão · c6 preto peão · d6 preto peão · e4 branco peão · f4 branco bispo · c3 branco cavalo · d3 branco peão · f3 branco rainha · a2 branco peão · c2 branco peão · d2 branco rei · g2 branco peão · h2 branco peão · h1 preto rainha | a8 preto torre · b8 preto cavalo · c8 preto bispo · g8 preto cavalo · h8 preto torre · a7 preto peão · b7 preto peão · d7 preto rei · f7 branco bispo · g7 preto peão · h7 preto peão · c6 preto peão · d6 preto peão · e4 branco peão · f4 branco bispo · c3 branco cavalo · d3 branco peão · f3 branco rainha · a2 branco peão · c2 branco peão · d2 branco rei · g2 branco peão · h2 branco peão · h1 preto rainha | a8 preto torre · b8 preto cavalo · c8 preto bispo · g8 preto cavalo · h8 preto torre · a7 preto peão · b7 preto peão · d7 preto rei · f7 branco bispo · g7 preto peão · h7 preto peão · c6 preto peão · d6 preto peão · e4 branco peão · f4 branco bispo · c3 branco cavalo · d3 branco peão · f3 branco rainha · a2 branco peão · c2 branco peão · d2 branco rei · g2 branco peão · h2 branco peão · h1 preto rainha | a8 preto torre · b8 preto cavalo · c8 preto bispo · g8 preto cavalo · h8 preto torre · a7 preto peão · b7 preto peão · d7 preto rei · f7 branco bispo · g7 preto peão · h7 preto peão · c6 preto peão · d6 preto peão · e4 branco peão · f4 branco bispo · c3 branco cavalo · d3 branco peão · f3 branco rainha · a2 branco peão · c2 branco peão · d2 branco rei · g2 branco peão · h2 branco peão · h1 preto rainha | a8 preto torre · b8 preto cavalo · c8 preto bispo · g8 preto cavalo · h8 preto torre · a7 preto peão · b7 preto peão · d7 preto rei · f7 branco bispo · g7 preto peão · h7 preto peão · c6 preto peão · d6 preto peão · e4 branco peão · f4 branco bispo · c3 branco cavalo · d3 branco peão · f3 branco rainha · a2 branco peão · c2 branco peão · d2 branco rei · g2 branco peão · h2 branco peão · h1 preto rainha | a8 preto torre · b8 preto cavalo · c8 preto bispo · g8 preto cavalo · h8 preto torre · a7 preto peão · b7 preto peão · d7 preto rei · f7 branco bispo · g7 preto peão · h7 preto peão · c6 preto peão · d6 preto peão · e4 branco peão · f4 branco bispo · c3 branco cavalo · d3 branco peão · f3 branco rainha · a2 branco peão · c2 branco peão · d2 branco rei · g2 branco peão · h2 branco peão · h1 preto rainha | a8 preto torre · b8 preto cavalo · c8 preto bispo · g8 preto cavalo · h8 preto torre · a7 preto peão · b7 preto peão · d7 preto rei · f7 branco bispo · g7 preto peão · h7 preto peão · c6 preto peão · d6 preto peão · e4 branco peão · f4 branco bispo · c3 branco cavalo · d3 branco peão · f3 branco rainha · a2 branco peão · c2 branco peão · d2 branco rei · g2 branco peão · h2 branco peão · h1 preto rainha | 6 |
| 5 | a8 preto torre · b8 preto cavalo · c8 preto bispo · g8 preto cavalo · h8 preto torre · a7 preto peão · b7 preto peão · d7 preto rei · f7 branco bispo · g7 preto peão · h7 preto peão · c6 preto peão · d6 preto peão · e4 branco peão · f4 branco bispo · c3 branco cavalo · d3 branco peão · f3 branco rainha · a2 branco peão · c2 branco peão · d2 branco rei · g2 branco peão · h2 branco peão · h1 preto rainha | a8 preto torre · b8 preto cavalo · c8 preto bispo · g8 preto cavalo · h8 preto torre · a7 preto peão · b7 preto peão · d7 preto rei · f7 branco bispo · g7 preto peão · h7 preto peão · c6 preto peão · d6 preto peão · e4 branco peão · f4 branco bispo · c3 branco cavalo · d3 branco peão · f3 branco rainha · a2 branco peão · c2 branco peão · d2 branco rei · g2 branco peão · h2 branco peão · h1 preto rainha | a8 preto torre · b8 preto cavalo · c8 preto bispo · g8 preto cavalo · h8 preto torre · a7 preto peão · b7 preto peão · d7 preto rei · f7 branco bispo · g7 preto peão · h7 preto peão · c6 preto peão · d6 preto peão · e4 branco peão · f4 branco bispo · c3 branco cavalo · d3 branco peão · f3 branco rainha · a2 branco peão · c2 branco peão · d2 branco rei · g2 branco peão · h2 branco peão · h1 preto rainha | a8 preto torre · b8 preto cavalo · c8 preto bispo · g8 preto cavalo · h8 preto torre · a7 preto peão · b7 preto peão · d7 preto rei · f7 branco bispo · g7 preto peão · h7 preto peão · c6 preto peão · d6 preto peão · e4 branco peão · f4 branco bispo · c3 branco cavalo · d3 branco peão · f3 branco rainha · a2 branco peão · c2 branco peão · d2 branco rei · g2 branco peão · h2 branco peão · h1 preto rainha | a8 preto torre · b8 preto cavalo · c8 preto bispo · g8 preto cavalo · h8 preto torre · a7 preto peão · b7 preto peão · d7 preto rei · f7 branco bispo · g7 preto peão · h7 preto peão · c6 preto peão · d6 preto peão · e4 branco peão · f4 branco bispo · c3 branco cavalo · d3 branco peão · f3 branco rainha · a2 branco peão · c2 branco peão · d2 branco rei · g2 branco peão · h2 branco peão · h1 preto rainha | a8 preto torre · b8 preto cavalo · c8 preto bispo · g8 preto cavalo · h8 preto torre · a7 preto peão · b7 preto peão · d7 preto rei · f7 branco bispo · g7 preto peão · h7 preto peão · c6 preto peão · d6 preto peão · e4 branco peão · f4 branco bispo · c3 branco cavalo · d3 branco peão · f3 branco rainha · a2 branco peão · c2 branco peão · d2 branco rei · g2 branco peão · h2 branco peão · h1 preto rainha | a8 preto torre · b8 preto cavalo · c8 preto bispo · g8 preto cavalo · h8 preto torre · a7 preto peão · b7 preto peão · d7 preto rei · f7 branco bispo · g7 preto peão · h7 preto peão · c6 preto peão · d6 preto peão · e4 branco peão · f4 branco bispo · c3 branco cavalo · d3 branco peão · f3 branco rainha · a2 branco peão · c2 branco peão · d2 branco rei · g2 branco peão · h2 branco peão · h1 preto rainha | a8 preto torre · b8 preto cavalo · c8 preto bispo · g8 preto cavalo · h8 preto torre · a7 preto peão · b7 preto peão · d7 preto rei · f7 branco bispo · g7 preto peão · h7 preto peão · c6 preto peão · d6 preto peão · e4 branco peão · f4 branco bispo · c3 branco cavalo · d3 branco peão · f3 branco rainha · a2 branco peão · c2 branco peão · d2 branco rei · g2 branco peão · h2 branco peão · h1 preto rainha | 5 |
| 4 | a8 preto torre · b8 preto cavalo · c8 preto bispo · g8 preto cavalo · h8 preto torre · a7 preto peão · b7 preto peão · d7 preto rei · f7 branco bispo · g7 preto peão · h7 preto peão · c6 preto peão · d6 preto peão · e4 branco peão · f4 branco bispo · c3 branco cavalo · d3 branco peão · f3 branco rainha · a2 branco peão · c2 branco peão · d2 branco rei · g2 branco peão · h2 branco peão · h1 preto rainha | a8 preto torre · b8 preto cavalo · c8 preto bispo · g8 preto cavalo · h8 preto torre · a7 preto peão · b7 preto peão · d7 preto rei · f7 branco bispo · g7 preto peão · h7 preto peão · c6 preto peão · d6 preto peão · e4 branco peão · f4 branco bispo · c3 branco cavalo · d3 branco peão · f3 branco rainha · a2 branco peão · c2 branco peão · d2 branco rei · g2 branco peão · h2 branco peão · h1 preto rainha | a8 preto torre · b8 preto cavalo · c8 preto bispo · g8 preto cavalo · h8 preto torre · a7 preto peão · b7 preto peão · d7 preto rei · f7 branco bispo · g7 preto peão · h7 preto peão · c6 preto peão · d6 preto peão · e4 branco peão · f4 branco bispo · c3 branco cavalo · d3 branco peão · f3 branco rainha · a2 branco peão · c2 branco peão · d2 branco rei · g2 branco peão · h2 branco peão · h1 preto rainha | a8 preto torre · b8 preto cavalo · c8 preto bispo · g8 preto cavalo · h8 preto torre · a7 preto peão · b7 preto peão · d7 preto rei · f7 branco bispo · g7 preto peão · h7 preto peão · c6 preto peão · d6 preto peão · e4 branco peão · f4 branco bispo · c3 branco cavalo · d3 branco peão · f3 branco rainha · a2 branco peão · c2 branco peão · d2 branco rei · g2 branco peão · h2 branco peão · h1 preto rainha | a8 preto torre · b8 preto cavalo · c8 preto bispo · g8 preto cavalo · h8 preto torre · a7 preto peão · b7 preto peão · d7 preto rei · f7 branco bispo · g7 preto peão · h7 preto peão · c6 preto peão · d6 preto peão · e4 branco peão · f4 branco bispo · c3 branco cavalo · d3 branco peão · f3 branco rainha · a2 branco peão · c2 branco peão · d2 branco rei · g2 branco peão · h2 branco peão · h1 preto rainha | a8 preto torre · b8 preto cavalo · c8 preto bispo · g8 preto cavalo · h8 preto torre · a7 preto peão · b7 preto peão · d7 preto rei · f7 branco bispo · g7 preto peão · h7 preto peão · c6 preto peão · d6 preto peão · e4 branco peão · f4 branco bispo · c3 branco cavalo · d3 branco peão · f3 branco rainha · a2 branco peão · c2 branco peão · d2 branco rei · g2 branco peão · h2 branco peão · h1 preto rainha | a8 preto torre · b8 preto cavalo · c8 preto bispo · g8 preto cavalo · h8 preto torre · a7 preto peão · b7 preto peão · d7 preto rei · f7 branco bispo · g7 preto peão · h7 preto peão · c6 preto peão · d6 preto peão · e4 branco peão · f4 branco bispo · c3 branco cavalo · d3 branco peão · f3 branco rainha · a2 branco peão · c2 branco peão · d2 branco rei · g2 branco peão · h2 branco peão · h1 preto rainha | a8 preto torre · b8 preto cavalo · c8 preto bispo · g8 preto cavalo · h8 preto torre · a7 preto peão · b7 preto peão · d7 preto rei · f7 branco bispo · g7 preto peão · h7 preto peão · c6 preto peão · d6 preto peão · e4 branco peão · f4 branco bispo · c3 branco cavalo · d3 branco peão · f3 branco rainha · a2 branco peão · c2 branco peão · d2 branco rei · g2 branco peão · h2 branco peão · h1 preto rainha | 4 |
| 3 | a8 preto torre · b8 preto cavalo · c8 preto bispo · g8 preto cavalo · h8 preto torre · a7 preto peão · b7 preto peão · d7 preto rei · f7 branco bispo · g7 preto peão · h7 preto peão · c6 preto peão · d6 preto peão · e4 branco peão · f4 branco bispo · c3 branco cavalo · d3 branco peão · f3 branco rainha · a2 branco peão · c2 branco peão · d2 branco rei · g2 branco peão · h2 branco peão · h1 preto rainha | a8 preto torre · b8 preto cavalo · c8 preto bispo · g8 preto cavalo · h8 preto torre · a7 preto peão · b7 preto peão · d7 preto rei · f7 branco bispo · g7 preto peão · h7 preto peão · c6 preto peão · d6 preto peão · e4 branco peão · f4 branco bispo · c3 branco cavalo · d3 branco peão · f3 branco rainha · a2 branco peão · c2 branco peão · d2 branco rei · g2 branco peão · h2 branco peão · h1 preto rainha | a8 preto torre · b8 preto cavalo · c8 preto bispo · g8 preto cavalo · h8 preto torre · a7 preto peão · b7 preto peão · d7 preto rei · f7 branco bispo · g7 preto peão · h7 preto peão · c6 preto peão · d6 preto peão · e4 branco peão · f4 branco bispo · c3 branco cavalo · d3 branco peão · f3 branco rainha · a2 branco peão · c2 branco peão · d2 branco rei · g2 branco peão · h2 branco peão · h1 preto rainha | a8 preto torre · b8 preto cavalo · c8 preto bispo · g8 preto cavalo · h8 preto torre · a7 preto peão · b7 preto peão · d7 preto rei · f7 branco bispo · g7 preto peão · h7 preto peão · c6 preto peão · d6 preto peão · e4 branco peão · f4 branco bispo · c3 branco cavalo · d3 branco peão · f3 branco rainha · a2 branco peão · c2 branco peão · d2 branco rei · g2 branco peão · h2 branco peão · h1 preto rainha | a8 preto torre · b8 preto cavalo · c8 preto bispo · g8 preto cavalo · h8 preto torre · a7 preto peão · b7 preto peão · d7 preto rei · f7 branco bispo · g7 preto peão · h7 preto peão · c6 preto peão · d6 preto peão · e4 branco peão · f4 branco bispo · c3 branco cavalo · d3 branco peão · f3 branco rainha · a2 branco peão · c2 branco peão · d2 branco rei · g2 branco peão · h2 branco peão · h1 preto rainha | a8 preto torre · b8 preto cavalo · c8 preto bispo · g8 preto cavalo · h8 preto torre · a7 preto peão · b7 preto peão · d7 preto rei · f7 branco bispo · g7 preto peão · h7 preto peão · c6 preto peão · d6 preto peão · e4 branco peão · f4 branco bispo · c3 branco cavalo · d3 branco peão · f3 branco rainha · a2 branco peão · c2 branco peão · d2 branco rei · g2 branco peão · h2 branco peão · h1 preto rainha | a8 preto torre · b8 preto cavalo · c8 preto bispo · g8 preto cavalo · h8 preto torre · a7 preto peão · b7 preto peão · d7 preto rei · f7 branco bispo · g7 preto peão · h7 preto peão · c6 preto peão · d6 preto peão · e4 branco peão · f4 branco bispo · c3 branco cavalo · d3 branco peão · f3 branco rainha · a2 branco peão · c2 branco peão · d2 branco rei · g2 branco peão · h2 branco peão · h1 preto rainha | a8 preto torre · b8 preto cavalo · c8 preto bispo · g8 preto cavalo · h8 preto torre · a7 preto peão · b7 preto peão · d7 preto rei · f7 branco bispo · g7 preto peão · h7 preto peão · c6 preto peão · d6 preto peão · e4 branco peão · f4 branco bispo · c3 branco cavalo · d3 branco peão · f3 branco rainha · a2 branco peão · c2 branco peão · d2 branco rei · g2 branco peão · h2 branco peão · h1 preto rainha | 3 |
| 2 | a8 preto torre · b8 preto cavalo · c8 preto bispo · g8 preto cavalo · h8 preto torre · a7 preto peão · b7 preto peão · d7 preto rei · f7 branco bispo · g7 preto peão · h7 preto peão · c6 preto peão · d6 preto peão · e4 branco peão · f4 branco bispo · c3 branco cavalo · d3 branco peão · f3 branco rainha · a2 branco peão · c2 branco peão · d2 branco rei · g2 branco peão · h2 branco peão · h1 preto rainha | a8 preto torre · b8 preto cavalo · c8 preto bispo · g8 preto cavalo · h8 preto torre · a7 preto peão · b7 preto peão · d7 preto rei · f7 branco bispo · g7 preto peão · h7 preto peão · c6 preto peão · d6 preto peão · e4 branco peão · f4 branco bispo · c3 branco cavalo · d3 branco peão · f3 branco rainha · a2 branco peão · c2 branco peão · d2 branco rei · g2 branco peão · h2 branco peão · h1 preto rainha | a8 preto torre · b8 preto cavalo · c8 preto bispo · g8 preto cavalo · h8 preto torre · a7 preto peão · b7 preto peão · d7 preto rei · f7 branco bispo · g7 preto peão · h7 preto peão · c6 preto peão · d6 preto peão · e4 branco peão · f4 branco bispo · c3 branco cavalo · d3 branco peão · f3 branco rainha · a2 branco peão · c2 branco peão · d2 branco rei · g2 branco peão · h2 branco peão · h1 preto rainha | a8 preto torre · b8 preto cavalo · c8 preto bispo · g8 preto cavalo · h8 preto torre · a7 preto peão · b7 preto peão · d7 preto rei · f7 branco bispo · g7 preto peão · h7 preto peão · c6 preto peão · d6 preto peão · e4 branco peão · f4 branco bispo · c3 branco cavalo · d3 branco peão · f3 branco rainha · a2 branco peão · c2 branco peão · d2 branco rei · g2 branco peão · h2 branco peão · h1 preto rainha | a8 preto torre · b8 preto cavalo · c8 preto bispo · g8 preto cavalo · h8 preto torre · a7 preto peão · b7 preto peão · d7 preto rei · f7 branco bispo · g7 preto peão · h7 preto peão · c6 preto peão · d6 preto peão · e4 branco peão · f4 branco bispo · c3 branco cavalo · d3 branco peão · f3 branco rainha · a2 branco peão · c2 branco peão · d2 branco rei · g2 branco peão · h2 branco peão · h1 preto rainha | a8 preto torre · b8 preto cavalo · c8 preto bispo · g8 preto cavalo · h8 preto torre · a7 preto peão · b7 preto peão · d7 preto rei · f7 branco bispo · g7 preto peão · h7 preto peão · c6 preto peão · d6 preto peão · e4 branco peão · f4 branco bispo · c3 branco cavalo · d3 branco peão · f3 branco rainha · a2 branco peão · c2 branco peão · d2 branco rei · g2 branco peão · h2 branco peão · h1 preto rainha | a8 preto torre · b8 preto cavalo · c8 preto bispo · g8 preto cavalo · h8 preto torre · a7 preto peão · b7 preto peão · d7 preto rei · f7 branco bispo · g7 preto peão · h7 preto peão · c6 preto peão · d6 preto peão · e4 branco peão · f4 branco bispo · c3 branco cavalo · d3 branco peão · f3 branco rainha · a2 branco peão · c2 branco peão · d2 branco rei · g2 branco peão · h2 branco peão · h1 preto rainha | a8 preto torre · b8 preto cavalo · c8 preto bispo · g8 preto cavalo · h8 preto torre · a7 preto peão · b7 preto peão · d7 preto rei · f7 branco bispo · g7 preto peão · h7 preto peão · c6 preto peão · d6 preto peão · e4 branco peão · f4 branco bispo · c3 branco cavalo · d3 branco peão · f3 branco rainha · a2 branco peão · c2 branco peão · d2 branco rei · g2 branco peão · h2 branco peão · h1 preto rainha | 2 |
| 1 | a8 preto torre · b8 preto cavalo · c8 preto bispo · g8 preto cavalo · h8 preto torre · a7 preto peão · b7 preto peão · d7 preto rei · f7 branco bispo · g7 preto peão · h7 preto peão · c6 preto peão · d6 preto peão · e4 branco peão · f4 branco bispo · c3 branco cavalo · d3 branco peão · f3 branco rainha · a2 branco peão · c2 branco peão · d2 branco rei · g2 branco peão · h2 branco peão · h1 preto rainha | a8 preto torre · b8 preto cavalo · c8 preto bispo · g8 preto cavalo · h8 preto torre · a7 preto peão · b7 preto peão · d7 preto rei · f7 branco bispo · g7 preto peão · h7 preto peão · c6 preto peão · d6 preto peão · e4 branco peão · f4 branco bispo · c3 branco cavalo · d3 branco peão · f3 branco rainha · a2 branco peão · c2 branco peão · d2 branco rei · g2 branco peão · h2 branco peão · h1 preto rainha | a8 preto torre · b8 preto cavalo · c8 preto bispo · g8 preto cavalo · h8 preto torre · a7 preto peão · b7 preto peão · d7 preto rei · f7 branco bispo · g7 preto peão · h7 preto peão · c6 preto peão · d6 preto peão · e4 branco peão · f4 branco bispo · c3 branco cavalo · d3 branco peão · f3 branco rainha · a2 branco peão · c2 branco peão · d2 branco rei · g2 branco peão · h2 branco peão · h1 preto rainha | a8 preto torre · b8 preto cavalo · c8 preto bispo · g8 preto cavalo · h8 preto torre · a7 preto peão · b7 preto peão · d7 preto rei · f7 branco bispo · g7 preto peão · h7 preto peão · c6 preto peão · d6 preto peão · e4 branco peão · f4 branco bispo · c3 branco cavalo · d3 branco peão · f3 branco rainha · a2 branco peão · c2 branco peão · d2 branco rei · g2 branco peão · h2 branco peão · h1 preto rainha | a8 preto torre · b8 preto cavalo · c8 preto bispo · g8 preto cavalo · h8 preto torre · a7 preto peão · b7 preto peão · d7 preto rei · f7 branco bispo · g7 preto peão · h7 preto peão · c6 preto peão · d6 preto peão · e4 branco peão · f4 branco bispo · c3 branco cavalo · d3 branco peão · f3 branco rainha · a2 branco peão · c2 branco peão · d2 branco rei · g2 branco peão · h2 branco peão · h1 preto rainha | a8 preto torre · b8 preto cavalo · c8 preto bispo · g8 preto cavalo · h8 preto torre · a7 preto peão · b7 preto peão · d7 preto rei · f7 branco bispo · g7 preto peão · h7 preto peão · c6 preto peão · d6 preto peão · e4 branco peão · f4 branco bispo · c3 branco cavalo · d3 branco peão · f3 branco rainha · a2 branco peão · c2 branco peão · d2 branco rei · g2 branco peão · h2 branco peão · h1 preto rainha | a8 preto torre · b8 preto cavalo · c8 preto bispo · g8 preto cavalo · h8 preto torre · a7 preto peão · b7 preto peão · d7 preto rei · f7 branco bispo · g7 preto peão · h7 preto peão · c6 preto peão · d6 preto peão · e4 branco peão · f4 branco bispo · c3 branco cavalo · d3 branco peão · f3 branco rainha · a2 branco peão · c2 branco peão · d2 branco rei · g2 branco peão · h2 branco peão · h1 preto rainha | a8 preto torre · b8 preto cavalo · c8 preto bispo · g8 preto cavalo · h8 preto torre · a7 preto peão · b7 preto peão · d7 preto rei · f7 branco bispo · g7 preto peão · h7 preto peão · c6 preto peão · d6 preto peão · e4 branco peão · f4 branco bispo · c3 branco cavalo · d3 branco peão · f3 branco rainha · a2 branco peão · c2 branco peão · d2 branco rei · g2 branco peão · h2 branco peão · h1 preto rainha | 1 |
|   | a | b | c | d | e | f | g | h |   |

Um sacrifício amplamente estudado e arriscado numa partida envolve o sacrifício passivo de ambas as torres, normalmente antes do roque, posição na qual apenas as torres e o Rei estão na primeira fileira. Este sacrifício envolve a perda de oito a dez pontos, valor relativo das torres, e deve ter uma boa compensação de tempo e espaço no avanço sobre o Rei adversário. Em contra-partida, este sacrifício afasta a Dama adversária do jogo, pois uma vez que esta é utilizada na captura das torres, fica afastada das posições de defesa de seu próprio Rei facilitando assim o contra-ataque adversário.
O primeiro registro histórico de tal sacrifício ocorreu em 1788 em uma partida casual entre Thomas Bowdler, físico britânico, e Henry Seymour Conway, militar e político britânico. Bowdler, com as brancas, inicia o sacrifício de suas torres no nono movimento em busca de posições mais abertas sobre o Rei adversário, iniciando um contra-ataque rápido com Bispos e Dama, que deixa Dama negra inativa em h1.
Nota: O texto em negrito destaca os lances da partida.
1.e4 e5 2.Bc4 Bc5 3.d3 d6 4.De2 c6 5.f4 exf4 6.Bxf4 Db6 7.Df3 Dxb2 8.Bxf7+ Rd7 9.Ce2 Dxa1 10.Rd2 Bb4+ 11.Cbc3 Bxc3+ 12.Cxc3 Dxh1 que atingiu à posição do diagrama e continua com 13.Dg4+ Rc7 14.Dxg7 Cd7 15.Cb5+ cxb5 17Bxd6+ Rb6 18.Bd5+ Ra6 19.d4 b4 20.Bxb4 Rb5 21. c4+ Rxb4 22.Db3 Ra5 23.Db5++.
Outro sacrifício raro envolvendo a peça envolve explorar a fraqueza das casas f2 e f7 que normalmente são defendidas somente pelo Rei na fase de abertura da partida. Embora sacrifícios semelhantes sejam executados com outras peças, a oportunidade de utilizar a Torre é rara devido a dificuldade de abrir a coluna f no início do jogo.

## Figura da Torre em outras variantes
A Torre está presente na maioria das variantes do xadrez, normalmente na mesma posição inicial do xadrez ocidental. Entretanto, combinações de movimentos com outras peças como o Cavalo originam peças não-ortodoxas como o Chanceler. As variantes regionais como o Shogi e o Xiangqi também possuem a peça embora o nome seja Biga, baseado na origem indiana do jogo.
No Shogi, pode ser promovida a Dragão-Rei, que combina seus movimentos com o Rei, e no xadrez coreano pode-se mover diagonalmente para trás dentro do área do tabuleiro denominada palácio. Algumas variantes indianas faziam a transposição da Torre com o Fil, predecessor do atual Bispo enquanto no chaturaji, uma variante indiana para quatro jogadores era  denominada como elefante e sua posição inicial é ao lado do Rei. A combinação mais comum em peças não-ortodoxas é com o cavalo e peças desta natureza são utilizadas em variantes desde o século XVI, utilizando vários nomes como Campeão, Concubina, Imperatriz, Nobre e Duque.